# AgustaWestland
AgustaWestland was een ontwerp- en productiebedrijf voor helikopters. Het is tegenwoordig een volledige dochteronderneming van Leonardo S.p.A. (voorheen Finmeccanica), en bekend onder de naam Leonardo Helicopters.
AgustaWestland werd in juli 2000 opgericht door het samengaan van Agusta, in handen van Finmeccanica, en Westland Helicopters van GKN. Beide bedrijven kregen elk een aandelenbelang van 50%. Finmeccanica verwierf het belang van GKN in AgustaWestland in 2004.

## Geschiedenis
De samenwerking tussen Agusta en Westland dateert uit 1981, toen de twee bedrijven de joint venture European Helicopter Industries oprichtten met als doel een nieuwe middelgrote helikopter, de EH101, te ontwikkelen.
In maart 1999 kondigden Finmeccanica en GKN hun voornemen aan om hun helikopterdochterbedrijven samen te voegen. In juli 2000 volgden de definitieve voorwaarden voor de fusie, waaronder een 50:50 eigendomsstructuur en de betaling van aanvullende vergoedingen aan GKN om een ongelijkheid in winstniveaus tussen Agusta en Westland te compenseren.
In januari 2002 kondigde AgustaWestland aan dat het 950 banen in het Verenigd Koninkrijk zou schrappen en zijn bedrijf in Weston-super-Mare, dat klantenondersteuningswerk zou uitvoeren, zou sluiten, aangezien de activiteiten geconcentreerd waren op de hoofdlocatie in Yeovil.
Op 26 mei 2004 bevestigde GKN dat het had ingestemd om zijn belang in AgustaWestland aan Finmeccanica te verkopen voor £ 1,06 miljard. De verkoop werd in oktober 2004 door de Britse regering goedgekeurd.
AgustaWestland kreeg in 2005 een contract, tegen Amerikaanse fabrikant Sikorsky Aircraft, voor de bouw van de nieuwe presidentiële helikopter Marine One, maar dit programma werd in 2009 geannuleerd. In november 2005 werd aangekondigd dat AgustaWestland had ingestemd om het 25% aandeel van Bell Helicopter in het AB139 medium tandemrotorprogramma te verwerven en om zijn aandeel voor de BA609 civiele tiltrotor te vergroten van 25 tot 40%.
In juni 2008 kwamen AgustaWestland en de in Rusland gevestigde helikopterfabrikant Russian Helicopters overeen om een nieuw samengesteld bedrijf te vormen om AW139-helikopters in Rusland te produceren.
Begin 2010 nam AgustaWestland PZL-Świdnik over, een Poolse helikopterfabrikant.
In september 2012 kondigden AgustaWestland en Northrop Grumman de overeenkomst aan waarbij de bedrijven gezamenlijk zullen bieden op contracten voor de bouw van de nieuwe gevechtshelikopter van de Amerikaanse luchtmacht en de nieuwe Marine One presidentiële helikopter.

## Producten

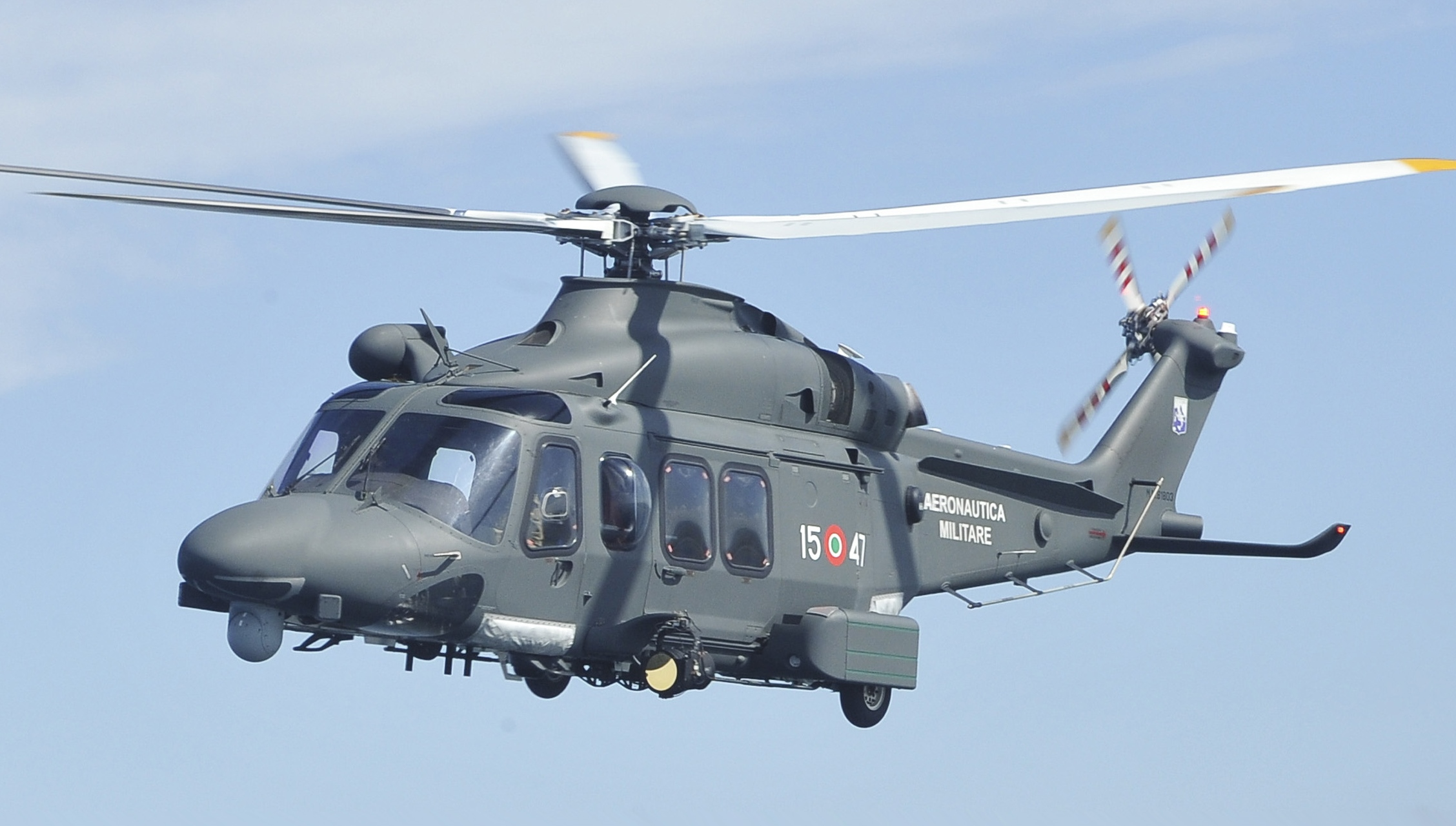
Een AW139

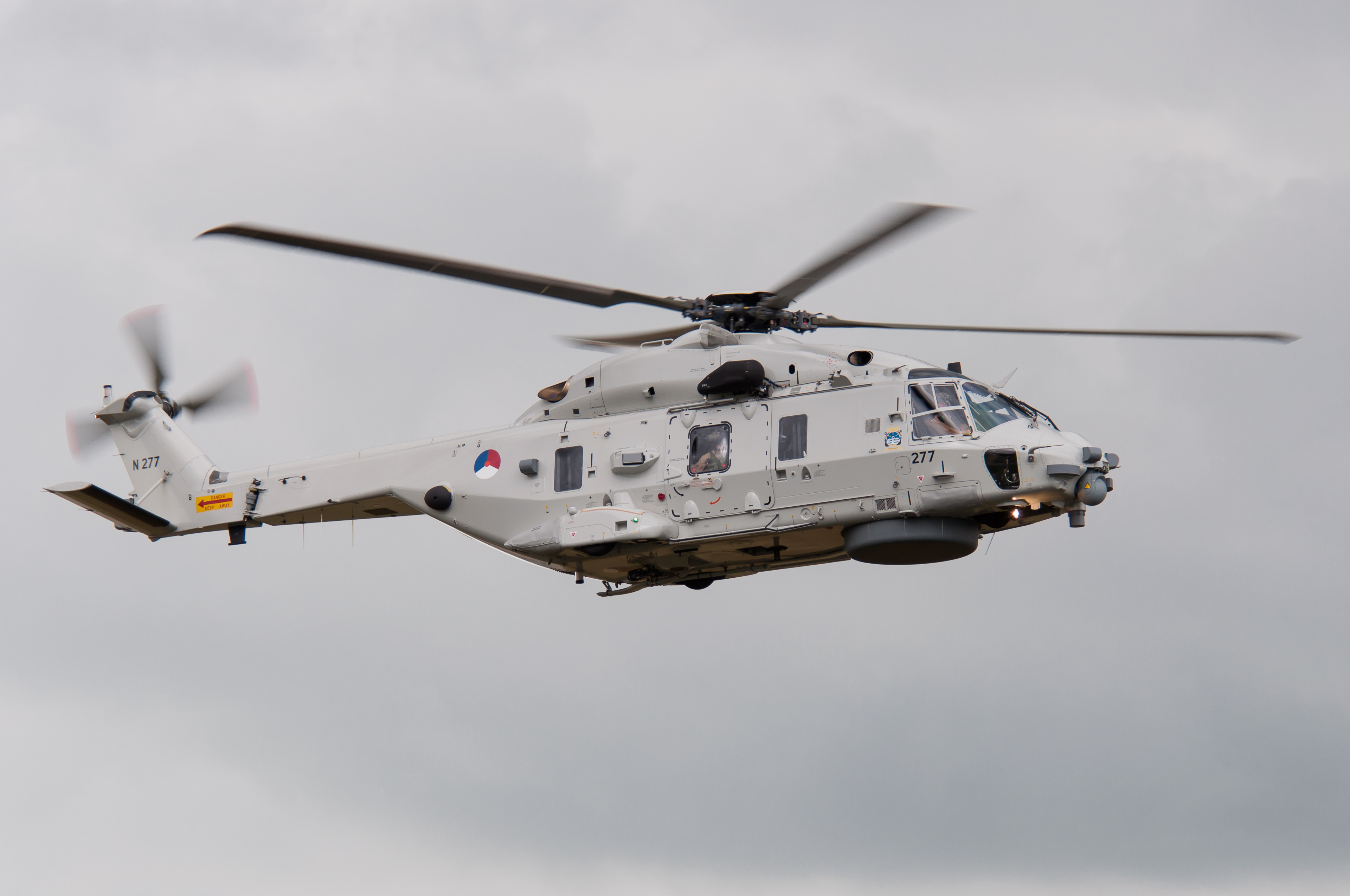
Een NH90 van de Koninklijke Marine

| Model                               | Eerste vlucht     | MTOW    |
| ----------------------------------- | ----------------- | ------- |
| Agusta A129 Mangusta                | 11 september 1983 | 4,6 t   |
| TAI/AgustaWestland T-129            | 28 september 2009 | 5 t     |
| AgustaWestland AW101/EH101 (Merlin) | 9 oktober 1987    | 14,6 t  |
| AgustaWestland CH-149 Cormorant     | 31 mei 2000       | 14,6 t  |
| Lockheed Martin VH-71 Kestrel       | 3 juli 2007       | 14,6 t  |
| AgustaWestland AW109                | 4 augustus 1971   | 2,85 t  |
| AgustaWestland AW109S Grand         | 1988              | 3,175 t |
| AgustaWestland AW119 Koala          | februari 1995     | 2,72 t  |
| AgustaWestland AW139                | 3 februari 2001   | 7 t     |
| AgustaWestland AW149                | 13 november 2009  | 8,6 t   |
| Westland Lynx                       | 21 maart 1971     | 5,33 t  |
| AgustaWestland AW159 Wildcat        | 12 november 2009  | 6 t     |
| AgustaWestland AW169                | 10 mei 2012       | 4,8 t   |
| AgustaWestland AW189                | 21 december 2011  | 8,3 t   |
| AgustaWestland AW249                | 2025              | 7 t     |
| AgustaWestland AW609                | 6 maart 2003      | 7,62 t  |
| AgustaWestland Project Zero         | juni 2011         |         |
| NHI NH90                            | 18 december 1995  | 10,6 t  |
| PZL W-3 Sokół                       | 16 november 1979  | 6,4 t   |
| PZL SW-4                            | 29 oktober 1996   | 1,8 t   |
| Agusta-Bell 412                     | augustus 1979     | 5,4 t   |
| AgustaWestland Apache               | 30 september 1975 | 9,5 t   |